# Paweł Kempczyński
Paweł Kempczyński (ur. w Warszawie) – polski pisarz fantastyki naukowej.
Zadebiutował literacko powieścią fantastyczno-naukową Requiem dla Europy (2007), której akcja toczy się w nieodległej przyszłości w świecie zdominowanym przez feministki, tolerancję i poprawność polityczną, na skutek czego cywilizacja europejska ginie. Były pilot, lecz nadal biały, niebieskooki, jasnowłosy i wykształcony Hubert Jugenmann, podejmuje się straceńczej misji. Kontynuację tych wątków przynosi druga powieść autora, Hekate (2008).
Jest stałym współpracownikiem pism "Cinema" oraz "WIK. Wprost i Kultura".

## Twórczość

### Powieści
- Requiem dla Europy, SuperNowa, Warszawa 2007.
- Hekate, SuperNowa, Warszawa 2008.

### Opowiadania
- Podłe życie, podła śmierć, w: Jedenaście pazurów, SuperNowa, Warszawa 2010